# Бережной, Олег Николаевич
Оле́г Никола́евич Бережно́й (укр. Олег Миколайович Бережний; 18 января 1984, Сумы, Сумская область, СССР) — украинский биатлонист, участник Кубка мира, серебряный призёр чемпионата Европы, победитель и призёр зимних Универсиад, победитель и призёр соревнований по летнему биатлону.
В 2013 году завершил спортивную карьеру.

## Биография
Занимался биатлоном с 1997 года. Представлял город Сумы, выступал за клуб «Колос» и команду Вооружённых Сил Украины. Тренеры — Ю. В. Дмитренко, М. И. Сердюк.

### Юниорская карьера
На чемпионате мира среди юниоров 2002 года в Валь-Риданна выступал среди 19-летних спортсменов и завоевал серебряную медаль в индивидуальной гонке, был 14-м в спринте, седьмым — в пасьюте и восьмым — в эстафете. В том же году на юниорском чемпионате Европы в Контиолахти среди 21-летних спортсменов стал 13-м в спринте, седьмым в гонке преследования, шестым — в индивидуальной гонке и четвёртым — в эстафете.
В 2003 году на юниорском чемпионате мира в Косцелиско завоевал две медали — стал серебряным призёром в гонке преследования и бронзовым — в эстафете. На чемпионате Европы среди юниоров в Форни-Авольтри лучшим результатом в личных видах стало 11-е место.
В сезоне 2003/04 участвовал в гонках юниорского кубка IBU и дважды занимал вторые места.
На чемпионате мира среди юниоров 2004 года в От-Морьенне завоевал бронзовую медаль в индивидуальной гонке. На европейском юниорском чемпионате того же года в Минске взял две медали — бронзу в индивидуальной гонке и серебро в эстафете.
На чемпионате Европы среди юниоров 2005 года в Новосибирске стал обладателем четырёх медалей, в том числе выиграл золото в спринте, а также серебро в пасьюте и индивидуальной гонке и бронзу — в эстафете. На мировом юниорском первенстве 2005 года в Контиолахти выступил не так удачно.

#### Статистика выступлений на чемпионатах мира среди юниоров
| Год  | Место Проведения       | Инд | Спр | Пр | Эст |
| 2002 | Валь-Риданна, Италия   | 2   | 14  | 7  | 8   |
| 2003 | Косцелиско, Польша     | 17  | 14  | 2  | 3   |
| 2004 | От-Морьенн, Франция    | 3   | 18  | 14 | 5   |
| 2005 | Контиолахти, Финляндия | 31  | -   | -  | 7   |

#### Статистика выступлений на чемпионатах Европы среди юниоров
| Год  | Место Проведения       | Инд | Спр | Пр | СЭ |
| 2002 | Контиолахти, Финляндия | 6   | 13  | 7  | 4  |
| 2003 | Форни-Авольтри, Италия | 22  | 13  | 11 | 4  |
| 2004 | Минск, Беларусь        | 3   | 8   | 9  | 2  |
| 2005 | Новосибирск, Россия    | 2   | 1   | 2  | 3  |

### Взрослая карьера
В Кубке мира дебютировал в сезоне 2005/06 на этапе в Эстерсунде, заняв 68-е место в спринте. После этого был отправлен на Кубок IBU, где несколько раз попадал в топ-20, а на этапе в Виндишгарстене занял девятое место в спринте. В конце сезона снова включён в команду на Кубок мира, но не поднимался выше 40-го места.
В 2007 году принял участие в зимней Универсиаде в Турине, завоевал две серебряные медали — в масс-старте и эстафете, а в остальных гонках был четвёртым, пятым и девятым.
На чемпионате Европы 2007 года в Банско стал 40-м в спринте и 32-м в гонке преследования. В том же 2007 году на летнем чемпионате мира в Отепя завоевал серебро в смешанной эстафете, был 15-м в спринте и восьмым — в масс-старте.
В сезоне 2007/08 на этапе Кубка мира в Поклюке занял четвёртое место в индивидуальной гонке, показав лучший результат в карьере. Это было первое в карьере спортсмена попадание в очковую зону на этапах Кубка мира и единственные набранные очки в сезоне 2007/08.
В сезоне 2008/09 на этапе в Хохфильцене впервые поднялся на подиум этапа Кубка мира в эстафете, заняв в составе украинской команды третье место. На чемпионате Европы 2009 года в Уфе трижды занимал четвёртые места — в спринте, пасьюте и эстафете. На зимней Универсиаде 2009 года в Харбине завоевал золото в гонке преследования и серебро — в спринте.
В 2010 году на чемпионате Европы в Отепя стал серебряным призёром в индивидуальной гонке.
В сезоне 2010/11 повторил свой лучший результат на этапах Кубка мира, заняв четвёртое место в индивидуальной гонке на этапе в Поклюке.
В последний раз выступал на Кубке мира в сезоне 2011/12. В следующем сезоне выступал только на Кубке IBU, а также стал серебряным призёром чемпионата мира по летнему биатлону в смешанной эстафете, команда Украины заняла второе место среди трёх участников.
Неоднократно становился чемпионом и призёром чемпионатов Украины. В том числе в летнем биатлоне в 2012 году стал серебряным призёром в спринте и чемпионом в гонке преследования.

## Достижения
- Чемпион Европы среди юниоров 2005 года в спринте.
- Призёр чемпионата Европы 2010 года в индивидуальной гонке.
- Серебряный призёр чемпионата мира по летнему биатлону в 2007 и 2012 годах в смешанной эстафете.
- Победитель Всемирной зимней универсиады 2009 года в Харбине.
- Наилучшее достижение на этапах кубка Мира: 4-е место (два раза).

#### Результаты в общем зачёте Кубка мира
- 2007—2008 — 57-е место
- 2008—2009 — 83-е место
- 2009—2010 — 95-е место
- 2010—2011 — 64-е место
- 2011—2012 — 96-е место

## Личная жизнь
Женился в 2012 году, супругу зовут Наталья.